# Авдієвка
Авді́євка (рос. Авдеевка) — село у складі Абдулинського міського округу Оренбурзької області, Росія.

## Населення
Населення — 172 особи (2010; 254 у 2002).
Національний склад (станом на 2002 рік):
- росіяни — 83 %